# Villabraz
Villabraz est une commune d'Espagne dans la province de León, communauté autonome de Castille-et-León. Elle s'étend sur 36,97 km2 et comptait environ 113 habitants en 2015.